# جيريمي مكوي
جيريمي مكوي (بالإنجليزية: Jeremy McCoy)‏ هو موسيقي أمريكي، ولد في 19 يناير 1978.

## وصلات خارجية
- جيريمي مكوي على موقع IMDb (الإنجليزية)
- جيريمي مكوي على موقع ميوزك برينز (الإنجليزية)
- جيريمي مكوي على موقع ديسكوغز (الإنجليزية)